# Ključ (Novi Marof)
Ključ is een plaats in de gemeente Novi Marof in de Kroatische provincie Varaždin. De plaats telt 980 inwoners (2001).